# 阿爾伯特·歐文

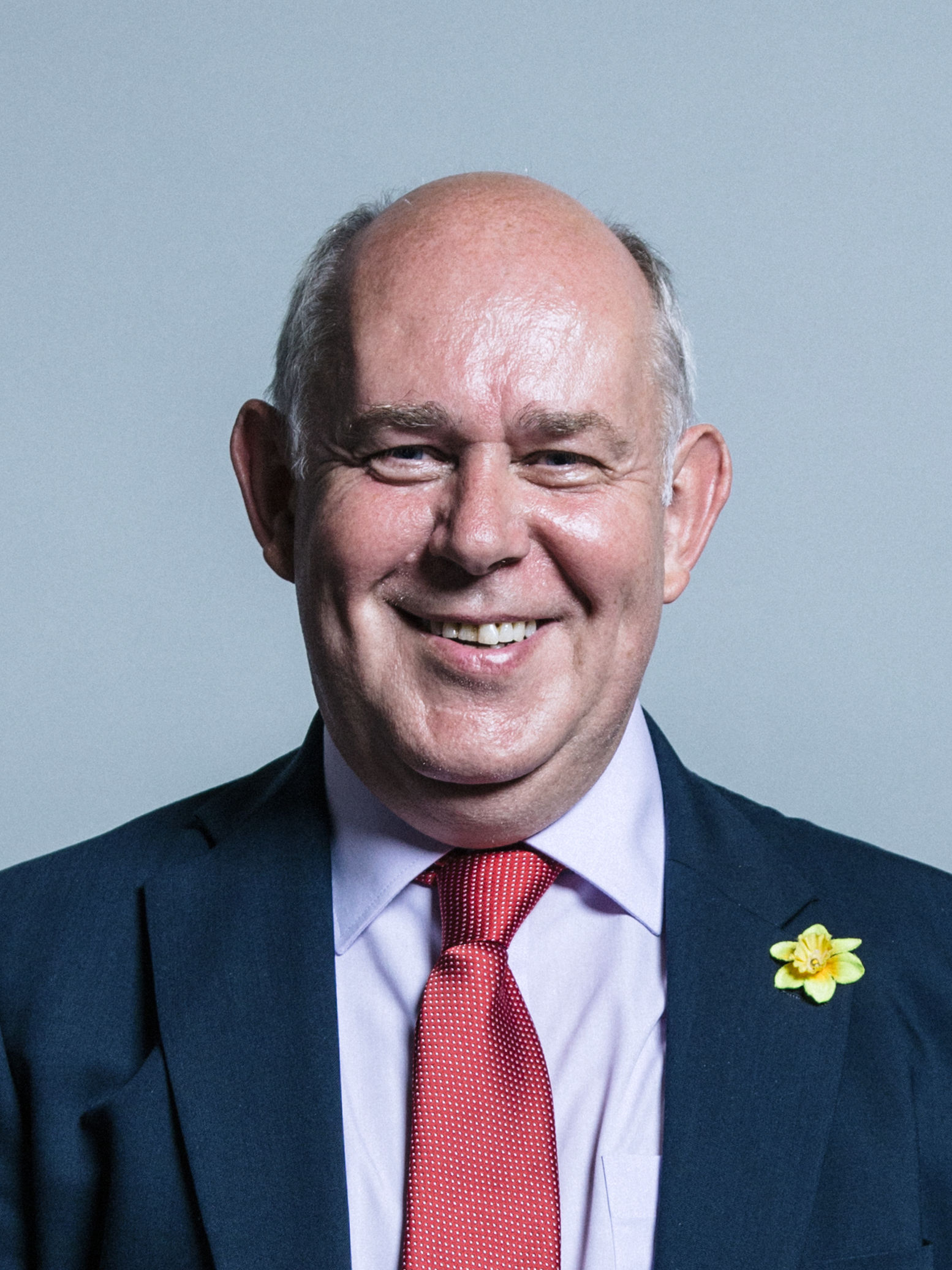

阿爾伯特·歐文（Albert Owen，1959年8月10日—）是一位威爾斯政治人物，他的黨籍是工黨。自2001年至2019年，他擔任安格爾西島選區選出的英國下議院議員。他已經結婚並有兩個女兒，並且是一位足球迷。